# Musa Murtazalijew
Musa Dałgatowicz Murtazalijew (ur. 26 maja 1988 roku) – rosyjski i ormiański zapaśnik walczący w stylu wolnym. Jedenasty na mistrzostwach świata w 2013. Zdobył srebrny medal na mistrzostwach Europy w 2011 i 2013, a brązowy w 2014. Zajął ósme miejsce na igrzyskach europejskich w 2015. Jedenasty na Uniwersjadzie w 2013, jako zawodnik Armenian State Institute of Physical Culture w Erywaniu.